# Championnat d'Espagne féminin de volley-ball
Le Championnat d'Espagne féminin de volley-ball (Superliga Femenina de Voleibol en espagnol) est une compétition de volley-ball disputée en Espagne depuis 1969. Elle est organisée par la Real Federación Española de Voleibol (RFEVB).

## Palmarès
| Année | Champion                                               | Finaliste                                              | Troisième                                              |
| ----- | ------------------------------------------------------ | ------------------------------------------------------ | ------------------------------------------------------ |
| 1970  | Club Medina de Barcelona                               | Club Medina de Madrid                                  | Club Medina de Gijón                                   |
| 1971  | Club Medina de Madrid                                  | Club Medina de Barcelona                               | Club Medina de Gijón                                   |
| 1972  | Club Medina de Gijón                                   | Club Medina de Madrid                                  | Club Medina de Barcelona                               |
| 1973  | Club Medina de Madrid                                  | Club Medina de Barcelona                               | Club Medina de Vigo                                    |
| 1974  | Club Medina de Barcelona                               | Club Medina de Madrid                                  | Club Medina de Gijón                                   |
| 1975  | Club Medina de Barcelona                               | Club Medina de Vigo                                    | Club Medina de Madrid                                  |
| 1976  | Club Medina de Gijón                                   | Club Medina de Barcelona                               | CD Sniace                                              |
| 1977  | Club Medina de Madrid                                  | CD Sniace                                              |                                                        |
| 1978  | CV Longchamps                                          | CD Sniace                                              |                                                        |
| 1979  | CD Sniace                                              |                                                        | CPAR Cornellá                                          |
| 1980  | CPAR Cornellá                                          | CD Sniace                                              |                                                        |
| 1981  | Acad. Universitario                                    |                                                        |                                                        |
| 1982  | AD Cornellá                                            |                                                        |                                                        |
| 1983  | Norte Real                                             |                                                        |                                                        |
| 1984  | Club Deportivo Arquitectura                            |                                                        |                                                        |
| 1985  | RCD Español-AD Cornellá                                |                                                        |                                                        |
| 1986  | C.V. Tormo Barberá                                     |                                                        |                                                        |
| 1987  | C.V. Tormo Barberá                                     |                                                        |                                                        |
| 1988  | R.C.D. Español                                         | C.V. Tormo Barberá                                     |                                                        |
| 1989  | C.V. Aperitivos Medina                                 | C.V. Tormo Barberá                                     |                                                        |
| 1990  | C.V. Tormo Barberá                                     | C.V. Aperitivos Medina                                 | Afelsa Seur Tenerife                                   |
| 1991  | R.C.D. Español                                         | C.E. Amanecer Alcorcón                                 | C.V. Afelsa los Compadres                              |
| 1992  | C.V. Afelsa los Compadres                              | R.C.D. Español                                         | C.V. Portuense                                         |
| 1993  | Vóley Murcia                                           | C.E. Amanecer Alcorcón                                 | Telyco Alcorcón                                        |
| 1994  | Vóley Murcia                                           | Alcorcón V.C                                           | Los Compadres Tenerife                                 |
| 1995  | Vóley Murcia                                           | Productos Ruiz                                         | C.V. Caja Ávila C.S.C                                  |
| 1996  | Club Voleibol Albacete                                 | Club Voleibol Tenerife                                 | C.V. Caja Ávila                                        |
| 1997  | C.V. Construcciones Marichal                           | Club Voleibol Albacete                                 | C.D.U. Granada                                         |
| 1998  | C.V. Construcciones Marichal                           | C.D.U. Granada                                         | C.V. Caja de Avila C.S.C.                              |
| 1999  | C.V. Construcciones Marichal                           | C.V. Playas de Benidorm                                | C.D. Universidad de Granada                            |
| 2000  | C.V. Construcciones Marichal                           | UCAM Murcia 2001                                       | C.D. Universidad de Granada                            |
| 2001  | Marichal Airtel Tenerife                               | C.D. Universidad de Granada                            | Construcciones Damesa                                  |
| 2002  | Tenerife Marichal                                      | Hotel Cantur Costa Mogán                               | Caja de Ávila C.S.C.                                   |
| 2003  | Hotel Cantur Costa Mogán                               | Club Voleibol Tenerife                                 | Universidad de Burgos                                  |
| 2004  | Tenerife Marichal                                      | Hotel Cantur Costa Mogán                               | Caja de Ávila C.S.C.                                   |
| 2005  | Tenerife Marichal                                      | Hotel Cantur                                           | Club Voleibol Albacete                                 |
| 2006  | Tenerife Marichal                                      | Hotel Cantur                                           | Grupo 2002 Murcia                                      |
| 2007  | CAV Murcia 2005                                        | Tenerife Marichal                                      | Club Voleibol Albacete                                 |
| 2008  | CAV Murcia 2005                                        | Ícaro Palma                                            | Tenerife Marichal                                      |
| 2009  | CAV Murcia 2005                                        | Palma Volley                                           | Valeriano Allés Menorca Volei                          |
| 2010  | Jamper Aguere                                          | Valeriano Allés Menorca Volei                          | Universidad de Burgos                                  |
| 2011  | Valeriano Allés Menorca Volei                          | CAV Murcia 2005                                        | Jamper Aguere                                          |
| 2012  | Valeriano Allés Menorca Volei                          | Haro Rioja Vóley                                       | Nuchar Eurochamp Murillo                               |
| 2013  | Haro Rioja Vóley                                       | Nuchar Tramek Murillo                                  | UCAM Vóley Murcia                                      |
| 2014  | Embalajes Blanco Tramek Murillo                        | GH Leadernet                                           | CVB Barça                                              |
| 2015  | Naturhouse Ciudad de Logroño                           | GH Leadernet Navarcable                                | Club Voleibol Aguere                                   |
| 2016  | Naturhouse Ciudad de Logroño                           | Fígaro Peluqueros Haris                                | Haro Rioja Vóley                                       |
| 2017  | Naturhouse Ciudad de Logroño                           | Fígaro Peluqueros Haris                                | Haro Rioja Vóley                                       |
| 2018  | Minis Arluy VB Logroño                                 | Fachadas Dimurol Libby,s                               | Arona Tenerife Sur                                     |
| 2019  | Minis Arluy VB Logroño                                 | CVB Barça                                              | Club Voleibol Alcobendas                               |
| 2020  | Championnat arrêté en raison du coronavirus en Espagne | Championnat arrêté en raison du coronavirus en Espagne | Championnat arrêté en raison du coronavirus en Espagne |
| 2021  | Club Voleibol J.A.V. Olímpico                          | Club Voleibol Alcobendas                               | Club Voleibol Haris (es)                               |
| 2022  | Club Voleibol Haris (es)                               | Club Voleibol J.A.V. Olímpico                          | C.V. Kiele Socuéllamos                                 |
| 2023  |                                                        |                                                        |                                                        |